# Атиайнш
Атиайнш (порт. Atiães)  —  населённый пункт и район в Португалии,  входит в округ Брага. Является составной частью муниципалитета  Вила-Верде. Находится в составе крупной городской агломерации Большое Минью. По старому административному делению входил в провинцию Минью. Входит в экономико-статистический  субрегион Каваду, который входит в Северный регион. Население составляет 551 человек на 2001 год. Занимает площадь 3,67 км².
Покровителем района считается Иаков Зеведеев (порт. São Tiago).